# Beignon
Beignon en idioma francés y oficialmente, Benion en bretón,  es una localidad y comuna francesa en la región administrativa de Bretaña, en el departamento de Morbihan, situada al sudoeste del bosque de Paimpont. 
Sus habitantes reciben el gentilicio en francés de Beignonnais y Beignonnaises

## Demografía
| 580 | 701 | 711 | 611 | 712 | 818 |
| Para los censos de 1962 a 1999 la población legal corresponde a la población sin duplicidades (Fuente: INSEE [Consultar]) |     |     |     |     |     |